# Petreni (okręg Alba)
Petreni – wieś w Rumunii, w okręgu Alba, w gminie Bucium. W 2011 roku liczyła 6 mieszkańców.